# لويس كوش
لويس كوش هو متزلج جماعي سويسري، (و. 1903  م).

## وصلات خارجية
- لويس كوش على موقع أوليمبيديا (الإنجليزية)